# Європейська слідча співпраця
Мережа Європейська слідча співпраця (ЄСС) є європейським колабораційним гібридним проектом транснаціональних журналістських розслідувань.  ЄСС створили восени 2015 року члени-засновники, що включають Der Spiegel, El Mundo, Médiapart, Румунський центр журналістських розслідувань (РЦЖР), Le Soir, і запустили взимку 2016 року. 18 березня 2016 року, після тримісячного дослідження, вони опублікували результати свого першого спільного розслідування, викликаного терористичними актами в Парижі 2015 року, де вони показали, що, незважаючи на попередження про ризики для безпеки, "політика вільного продажу товарів ЄС сприяла продажу зброї, що призвело до терористичних актів [2015 року] в Парижі". 2017 року, працюючи з «понад 60 журналістами в 14 країнах», ЄСС опублікувала Football Leaks - "найбільший витік інформації в історії спорту".

## Мета
Завдяки "спільним репортажам та публікаціям" ЄСС має на меті зміцнити європейські транснаціональні журналістські розслідування шляхом спільного звітування з максимальною прозорістю. Вони обмінюються документами та статтями та координують публікацію, а також вдосконалюють інструменти, які використовують у своїх розслідуваннях, від одного розслідування до іншого, наприклад, у своїх можливостях обробки даних, серверах, захищених форумах тощо.

## Члени
- Falter[en] (Австрія)
- Mediapart[en] (Франція)
- Ель-Мундо (Іспанія)
- Politiken (Данія)
- Le Soir (Бельгія)
- Шпіґель (Німеччина)
- L'Espresso[en] (Італія)
- NRC Handelsblad[en] (Нідерланди)
- Dagen Nyheter (Швеція)
- Nacional[en] (Хорватія)
- Експрессу (Португалія)
- Чорне море (Румунія)

## Історія
На конференції Датагарвест-2015 та інших мережевих подіях дискусії, пов'язані зі «створенням цієї Європейської мережі» почалися з «Йорґа Шмітта, Юрґена Далкампа, Альфреда Вайнцірля та Клауса Брінкбоймера зі Шпіґель і Стефана Кандеа з Румунського центру журналістських розслідувань (РЦЖР). Стефан Кандеа, партнер-засновник, пояснив, що після терористичних атак, таких як напади в Парижі у листопаді 2015 року, журналісти "почали відштовхуватись від ідей один одного". Це призвело до їх першого спільного транснаціонального розслідування, результатом якого стала серія «Картографування зброї терору». Інші журналісти приєдналися до цієї групи, в тому числі, Ален Лаллеманд з Le Soir, Джон Гансен з Політікен, Мілорад Іванович з Ньюзвік Сербія, Флоріан Кленк з Фальтер, Пол Ґісадо з Ель-Мундо, Влад Одобеску з Румунського центру журналістських розслідувань, Майкл Берд з Блек сі  Фабріс Арфі з Медіапарт та Вітторіо Малагутті з L'Espresso. До 2017 року NRC Handelsblad в Нідерландах приєдналася разом з десятками європейських ЗМІ та понад сорока журналістами-розслідувачами. 

### Проект Блек сі
Проект Блек сі, очолюють "журналісти, удостоєні нагород та фотожурналісти румунського Центру журналістських розслідувань (РЦЖР)", є "вебпроектом, який об'єднує журналістів, фотографів та відеооператорів."

## Розслідування

### Картографування зброї терору (березень 2016 року)
Ця історія виникла після зустрічі наприкінці минулого року. Суттєві деталі щодо мережі було погоджено, тож тоді ми почали відштовхуватись від ідей один одного". Наскільки просто дістати зброю для великих терористичних атак, як ті, що трапились саме тоді у Парижі? І тоді ми почали з цим працювати.— Стефан Кандеа, партнер-засновник ЄСС 2017 року
 18 березня 2016 року, після трьох місяців досліджень журналісти ЄСС опублікував "Картографування зброї терору", в якому вони показали, як "тіньовий ринок зброї" у Східній Європі підштовхнув "тероризм на заході, оскільки злочинні банди використовують правові лазівки та відкриті кордони для перевезення зброї". Вони показали, що, незважаючи на попередження про ризики для безпеки, "політика ЄС щодо вільної торгівлі спростила продаж зброї, що призвело до терористичних актів [2015 року] в Парижі".

### Football Leaks (2016/2017)
ЄСС, працюючи з "понад 60 журналістами в 14 країнах", опублікував "серію статей під назвою "Football Leaks", що став найбільшим витоком інформації в історії спорту" Football Leaks "призвели до переслідування футбольної суперзірки  Кріштіану Роналду та тренера Жозе Моурінью".

### Мальтійські файли (2017)
У травні 2017 року Європейська слідча співпраця опублікувала файли з Мальти, розслідування того, як середземноморська держава працює як піратська база для уникнення оподаткування в ЄС. Незважаючи на користь від переваг членства в ЄС, Мальта також запрошує великі компанії та заможних приватних клієнтів, що намагаються ухилятися від податків у власних країнах». 
Серед тих, про кого йдеться у репортажах є італійські мафіозі, російські мільярдери та сім'ї президента і прем'єр-міністра Туреччини.